# Canh chua

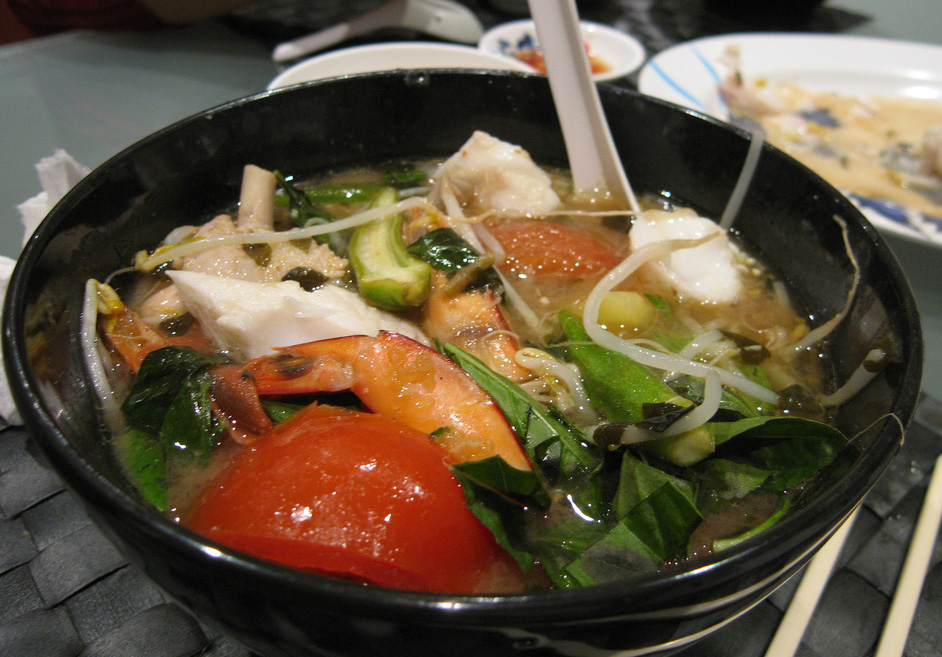
Un cuenco de canh chua.

El canh chua (literalmente ‘sopa agria’) es una sopa agria autóctona de la región del río Mekong, al sur de Vietnam. Típicamente se hace con pescado del Mekong, piña, tomate (y a veces también otras verduras, como ocra o bạc hà) y brotes de judía, en un caldo condimentado con tamarindo. Se guarnece con la hierba con aroma a limón ngò ôm (Limnophila aromatica), ajo caramelizado y cebolleta picada, así como otras hierbas, según la variedad específica de canh chua a preparar: 'rau răm (cilantro vietnamita), ngò gai (cilantro largo) y rau quế (albahaca tailandesa).
El sabor agrio de la sopa viene del tamarindo, que se mezcla con una pequeña cantidad de agua caliente. La mezcla se remueve entonces durante unos momentos para que libere toda la esencia, y el líquido (salvo las semillas y otros sólidos del tamarindo, que se desechan) se añade entonces a la sopa.
Cuando se hace al estilo hot pot, el canh chua se llama lẩu canh chua.
El plato es parecido a la receta camboyana samlar machu.

## Variedades
- Canh chua me, hecha con tamarindo; incluye la mayor parte de las variedades de canh chua
  - Canh chua me đất o canh chua rau nhút, hecha con mimosa de agua (Neptunia oleracea)
- Canh chua cá, hecha con pescado
  - Canh chua đầu cá, con cabeza de pescado
  - Canh chua cá lóc, con pez cabeza de serpiente
  - Canh chua cá bông lau, con pez gato Pangasius krempfi
  - Canh chua cá lăng, con pez gato Hemibagrus
  - Canh chua cá ngát, con pez gato Plotosus
  - Canh chua cá trê, con pez gato Clariidae
  - Canh chua cá linh bông so đũa, con carpa de barro y flor de Sesbania grandiflora
  - Canh chua lá giang cá kèo, con hoja de Aganonerion polymorphum y pez saltafangos del género Apocryptes
  - Canh chua lươn, con anguila
  - Canh chua cá hồi, con salmón
  - Canh cải chua cá, con brotes de mostaza encurtidos y pescado
- Canh chua tôm, con gamba
  - Canh chua tôm rau muống o canh chua rau muống nấu tôm, con gamba y espinaca de agua (Ipomoea aquatica)
  - Canh chua thơm nấu tép o canh chua thơm nấu với tép, con piña y gamba pequeña
- Canh chua gà, con pollo
  - Canh chua lá giang gà o canh chua gà lá giang, con pollo y hojas de Aganonerion polymorphum
  - Canh chua lá giang cá kèo, con hoja de Aganonerion polymorphum y pez saltafangos del género Apocryptes
- Canh chua rau muống, con espinaca de agua (Ipomoea aquatica)
  - Canh chua tôm rau muống o canh chua rau muống nấu tôm, con espinaca de agua y gamba
- Canh chua chay, vegetal
- Canh chua măng, hecho con brotes de bambú encurtidos
- Canh cải chua, con brotes de mostaza encurtidos
  - Canh cải chua thịt bằm, con brotes de mostaza encurtidos y cerdo picado
  - Canh cải chua sườn non, con brotes de mostaza encurtidos y costilla de cochinillo
  - Canh cải chua cá, con brotes de mostaza encurtidos y pescado
  - Canh cải chua ruột non o canh cải chua lòng heo, con brotes de mostaza encurtidos e intestinos de cerdo
  - Canh cải chua nấu với bắp bò, con brotes de mostaza encurtidos y pierna de ternera
- Canh chua Thái o canh chua Thái Lan, una adaptación del tom yum tailandés